# Scraptia oculata
Scraptia oculata är en skalbaggsart som beskrevs av Schaeffer 1917. Scraptia oculata ingår i släktet Scraptia och familjen ristbaggar. Inga underarter finns listade i Catalogue of Life.